# Orthosia opima
Orthosia opima là một loài bướm đêm thuộc họ Noctuidae. Nó được tìm thấy ở miền trung và miền bắc châu Âu phía đông đến Trung Á. Ở phía tây và phía bắc nó có ở Pháp qua Đảo Anh tới miền nam Fennoscandia, phía nam từ Anpơ tới Balkan.
Sải cánh dài 34–39 mm. Con trưởng thành bay từ tháng 3 đến tháng 5.
Ấu trùng ăn Salix caprea, Berberis thunbergii, Fagus, Quercus, Populus, Prunus spinosa và Vaccinium.

## Hình ảnh

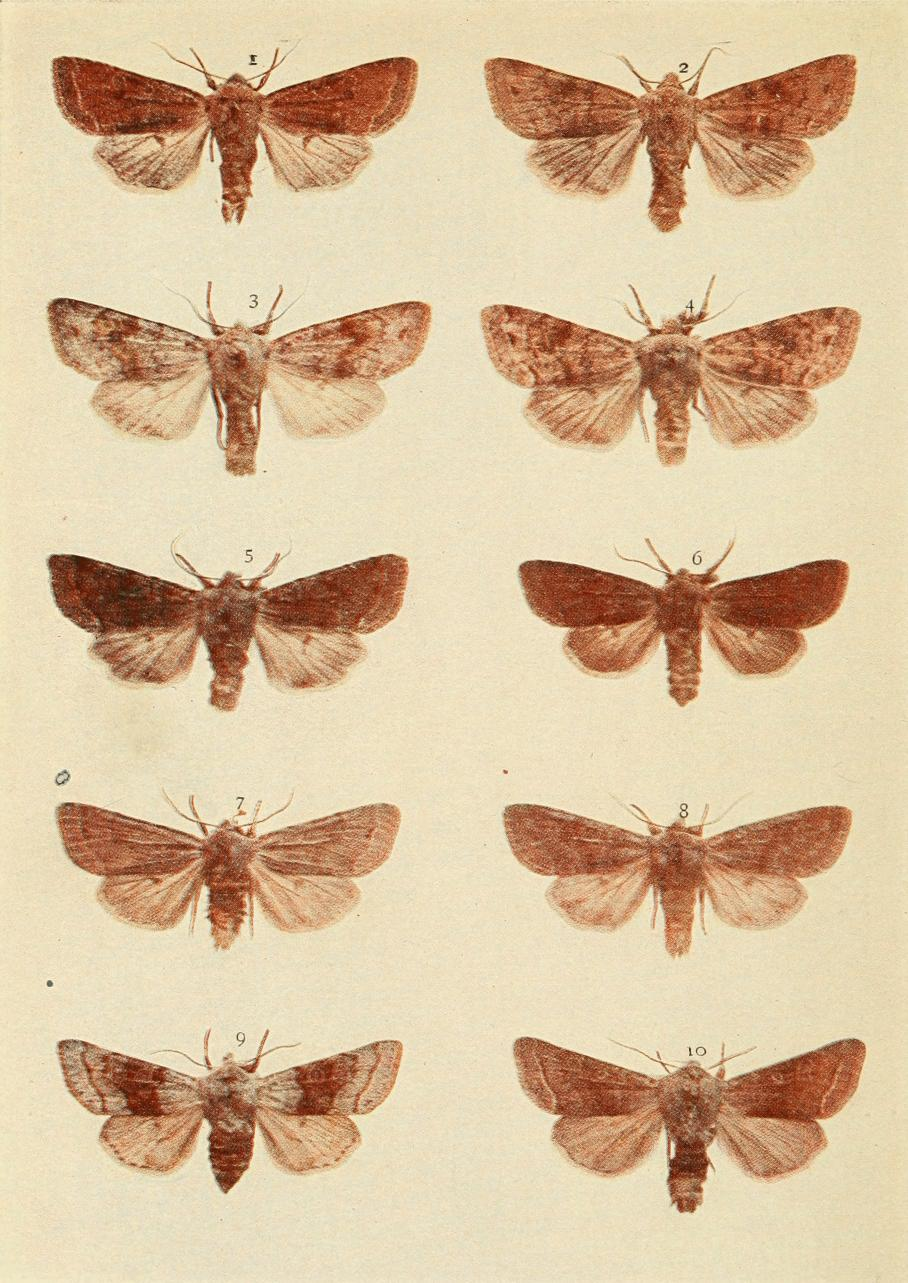
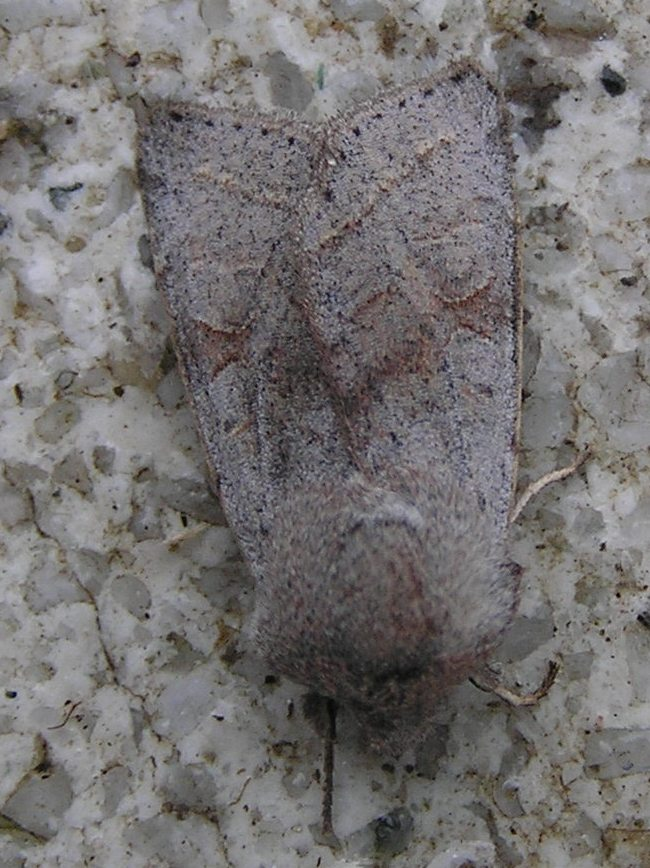